# Abdij van Burtscheid
De abdij van Burtscheid bij Aken werd in 997 gesticht als benedictijnse abdij. In 1138 werd de abdij rijksonmiddellijk. In 1220 werd de abdij omgezet in een cisterciënzerinnenklooster. Bij de secularisatie in de Franse tijd werd de abdij in 1802 ontbonden. De barokke abdijkerk van Johann Joseph Couven en enkele abdijgebouwen, alsmede de rijke kerkschat, behoren tot het cultureel erfgoed van de stad Aken.

## Geschiedenis

### Stichting en vroege ontwikkeling
De abdij van Burtscheid bij Aken werd tussen 996 en 1000 gesticht als rijksabdij voor benedictijnen door keizer Otto III in samenwerking met de basiliaanse abt Gregorius van Burtscheid. Keizer Hendrik II schonk het klooster in 1018 goederen uit de bezittingen van het rijk rond Aken. De villa Porceto (Burtscheid) werd daarmee afgescheiden uit het gebied van de villa Aquisgrana (Aken) van de Karolingische koningspalts.
Een oorkonde van keizer Hendrik III uit 6 juni 1040 splitste de "koningsmannen" uit het tiendengebied af van de Mariakapel van de Akense koningspalts, de latere Dom van Aken, de hoofd- en moederkerk van de keizerstad. Hij maakte hen tot "kloosterlieden", die nu hun tienden moesten betalen en diensten schuldig waren aan de abdij van Burtscheid. Toen in 1334 het Rijk van Aken werd gesticht, maakte Burtscheid (en het Münsterländchen rond de abdij van Kornelimünster) daar geen deel van uit.

### Cisterciënzer vrouwenklooster
In 1220 werd het benedictijnenklooster omgezet in een abdij voor cisterciënzerinnen. De nieuwe zusters waren afkomstig van de Sint-Salvatorabdij in Aken. De voogdij over het klooster was in deze periode in handen van de hertogen van Limburg. In 1649 kocht de abdij van Burtscheid de ondervoogdij van de heren van Frankenberg de Merode. De (hoofd)voogdij bleef echter verbonden met het hertogdom Limburg, dat was opgegaan in het hertogdom Brabant en de Spaanse Nederlanden.

### Secularisatie
Door de Franse bezetting van 1795 verloor het klooster zijn wereldlijk gebied, dat in 1797 bij Frankrijk werd ingelijfd. Burtscheid werd de hoofdplaats van het kanton Borcette. De abdij zelf werd in 1802 opgeheven. Het gebied van de voormalige abdij werd door het Congres van Wenen in 1815 aan het koninkrijk Pruisen toegekend. In een deel van de abdijgebouwen was vanaf 1850 een ziekenhuis gevestigd, het Marienhospital. De zuidvleugel werd in 1874 verbouwd tot school. Tijdens de Tweede Wereldoorlog werd een groot deel van de abdij verwoest. Met name het bombardement van 11 april 1944 was desastreus, waarbij bovendien tientallen mensen het leven verloren. In 1950 werd een van de hoektorens van de abdijkerk wegens instortingsgevaar afgebroken.

## Beschrijving klooster

### Exterieur
De barokke abdijkerk is een ontwerp van Johann Joseph Couven uit 1730 (waaraan hij tot 1754 werkte) en is toegewijd aan Johannes de Doper. Samen met de eveneens door Couven ontworpen Sint-Michaelskerk, vormt deze "kerkentweeling" een fraai barokensemble. Van de abdij zelf zijn delen van de oostelijke vleugel en de kruisgang behouden. Het entreegebouw van de abdij is aan de veldzijde versierd met een fraai barokportaal. Aan de kloosterhof bevindt zich een muurfontein van Jakob Couven, de zoon van Johann Joseph. Deze fontein stond aanvankelijk in de tuin van het in de Tweede Wereldoorlog verwoeste Wespienhaus in Aken.

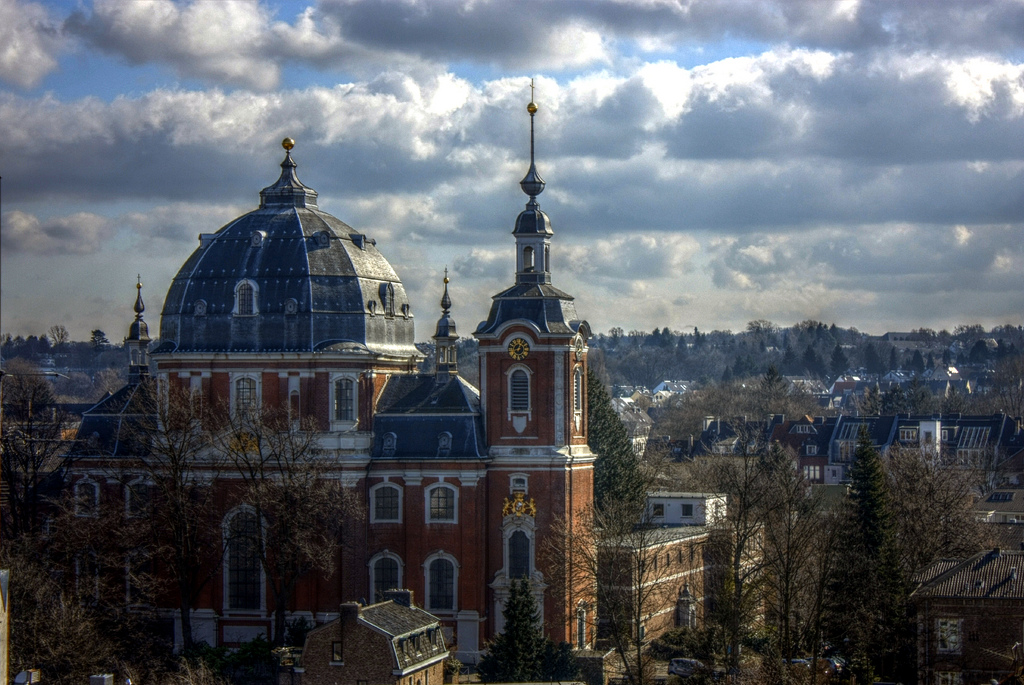
Abdijkerk Johannes de Doper
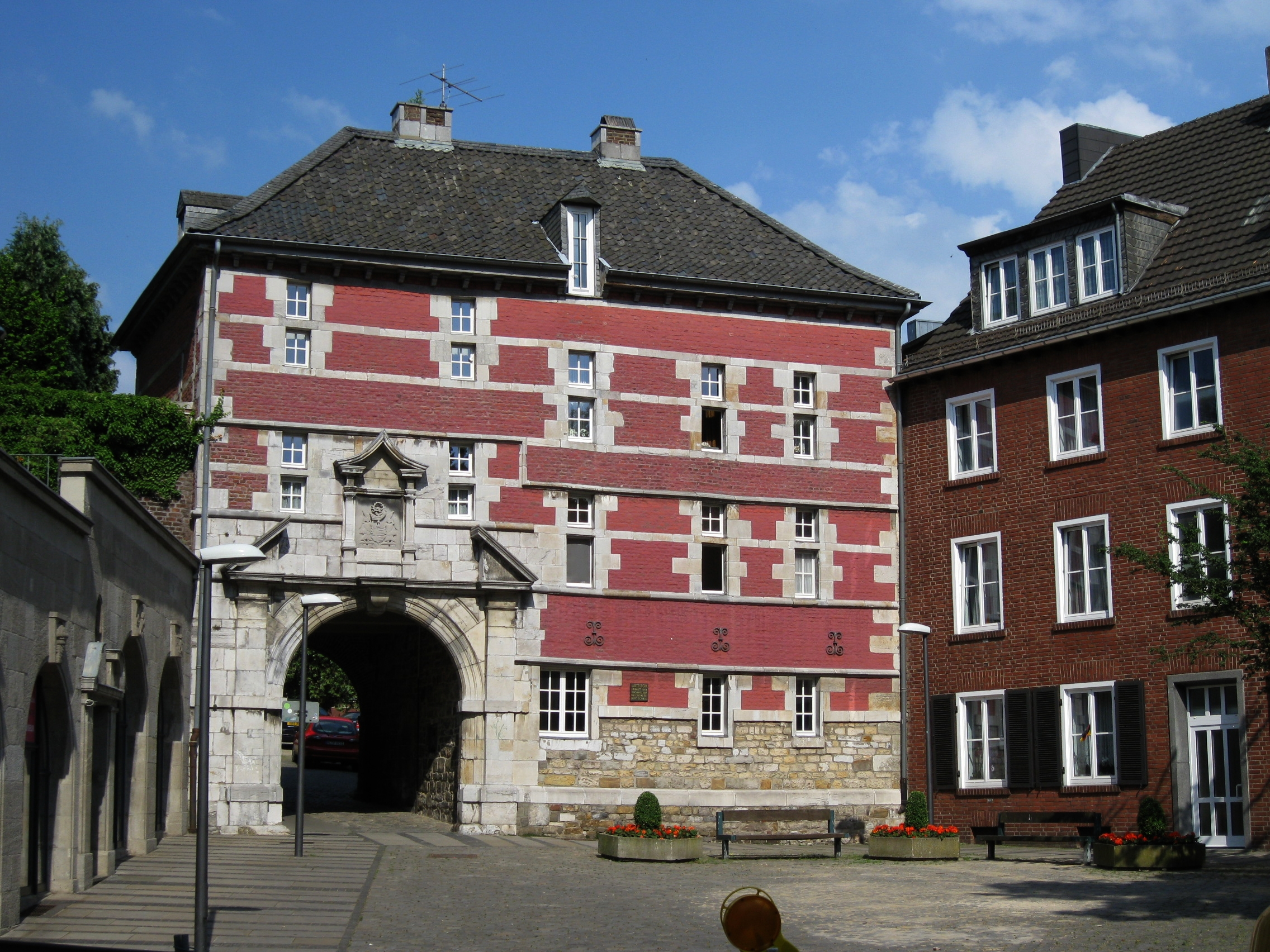
Abdijpoort, veldzijde
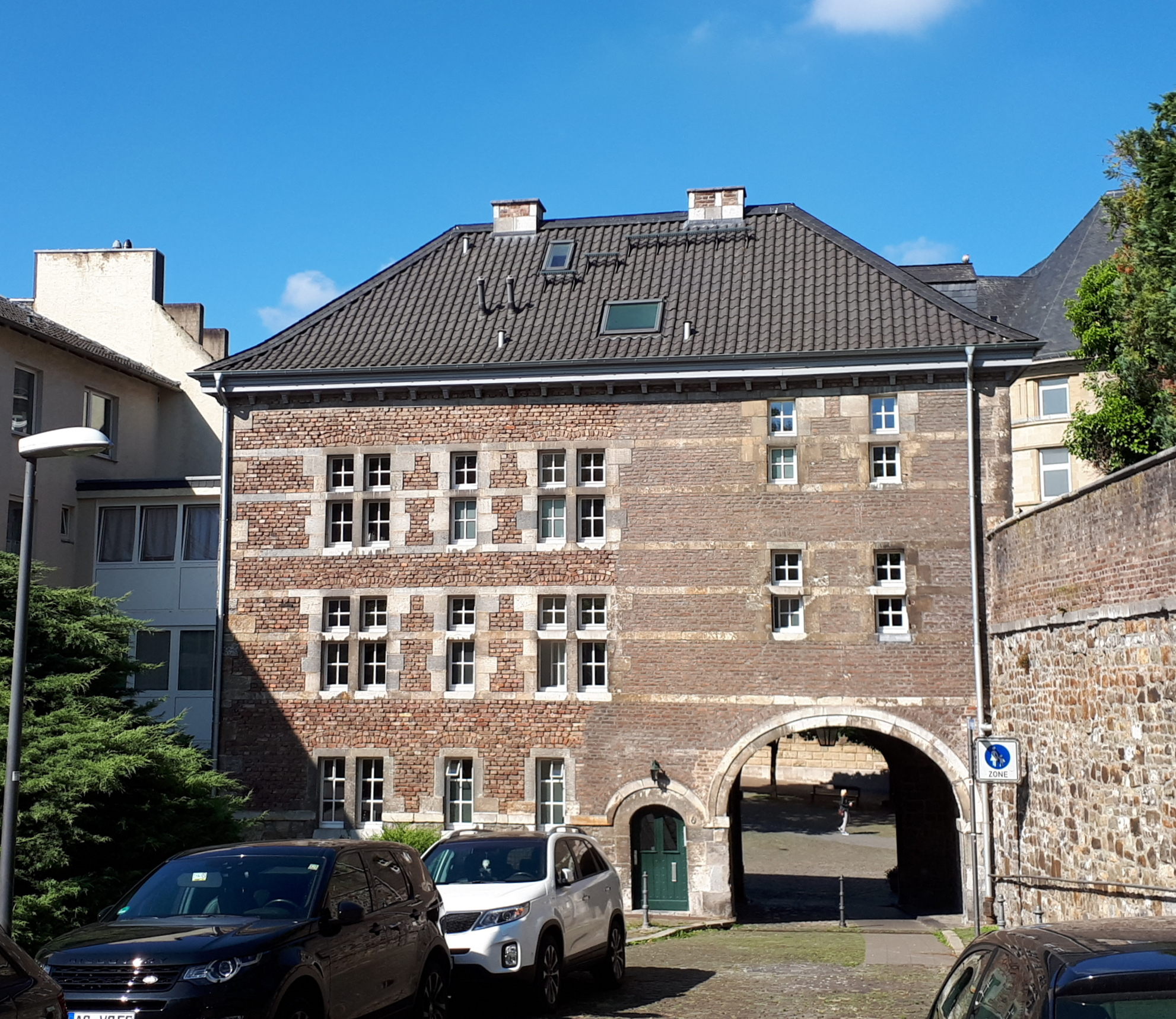
Abdijgebouwen, hofzijde
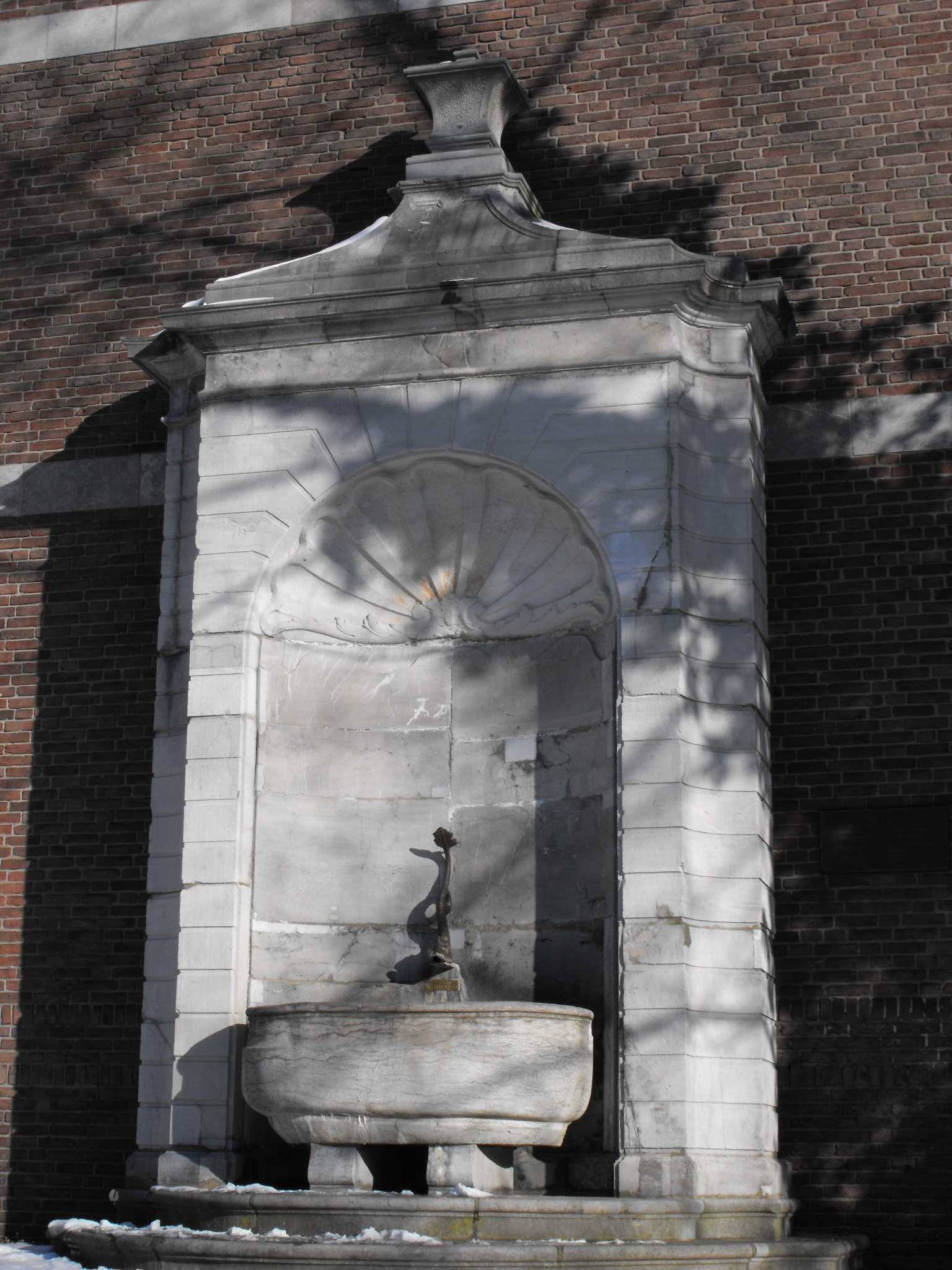
Barokke wandfontein

## Abdissen van de abdij van Burtscheid

### Interieur abdijkerk en kloostergang
Het rijk gestucte en van beelden voorziene kerkinterieur is eveneens ontworpen door Johann Joseph Couven. Onder het hoofdaltaar staat de sarcofaag van de stichter van de abdij, Gregorius van Burtscheid.

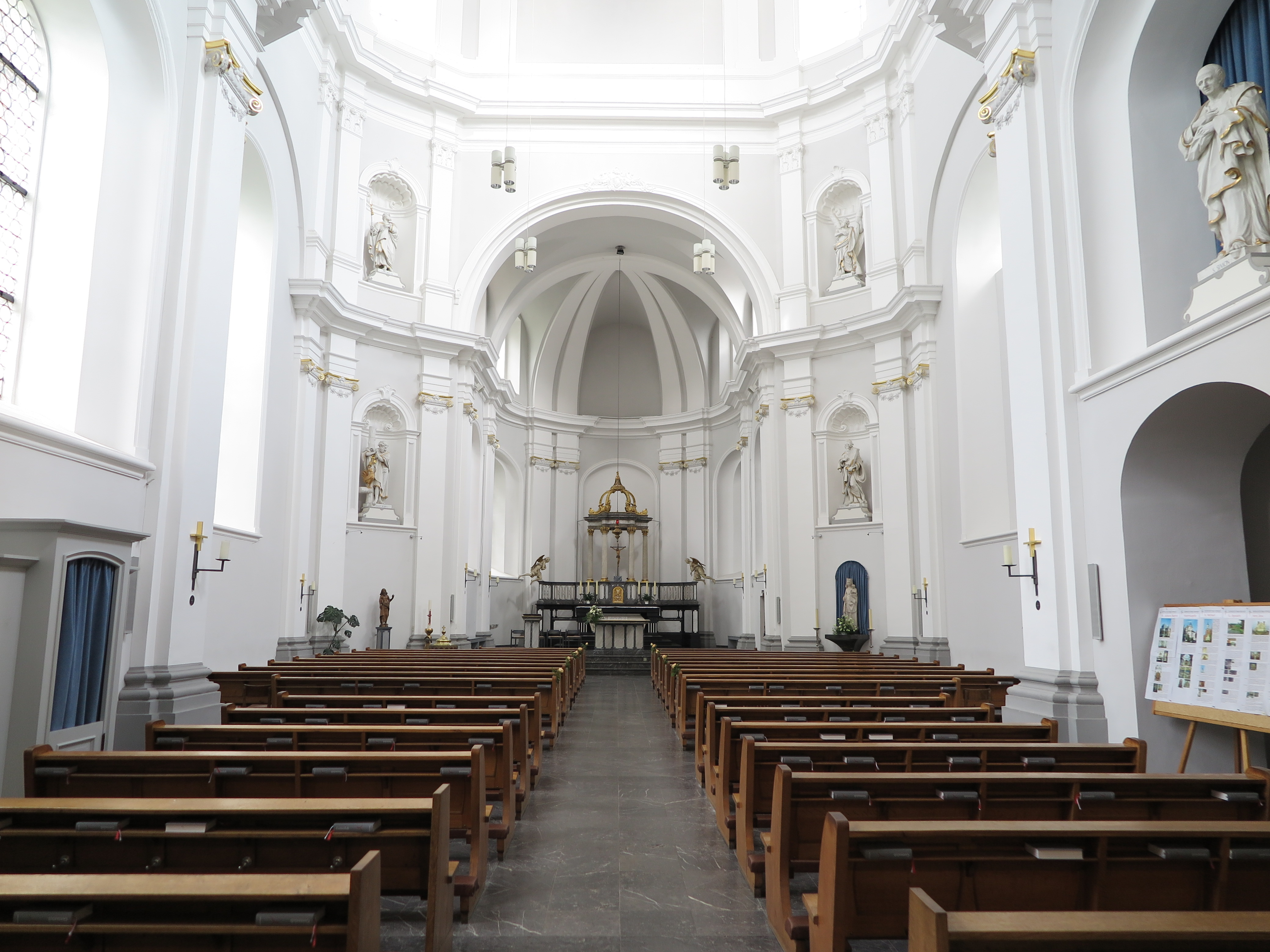
Gezicht op het koor
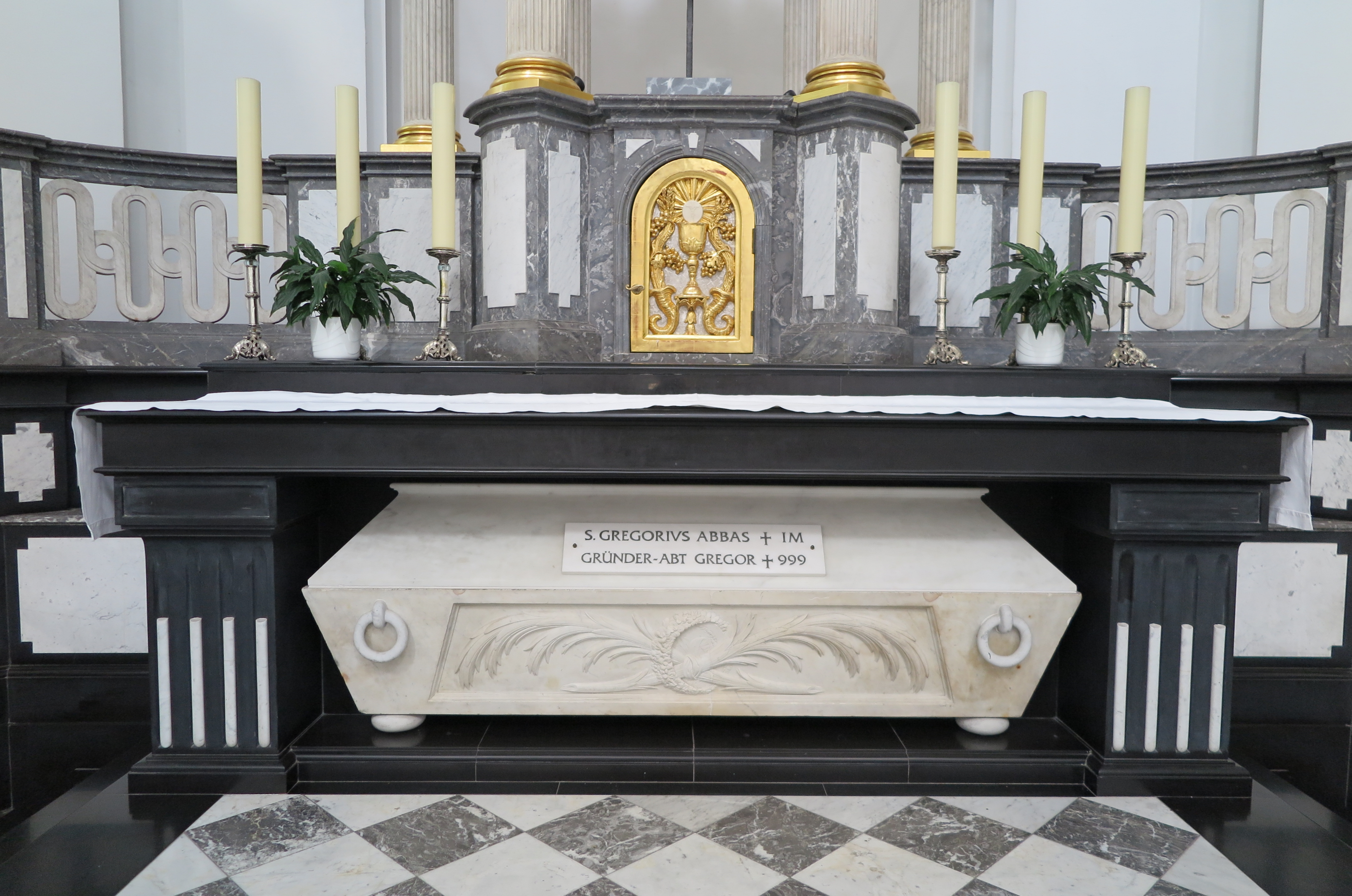
Hoofdaltaar en sarcofaag
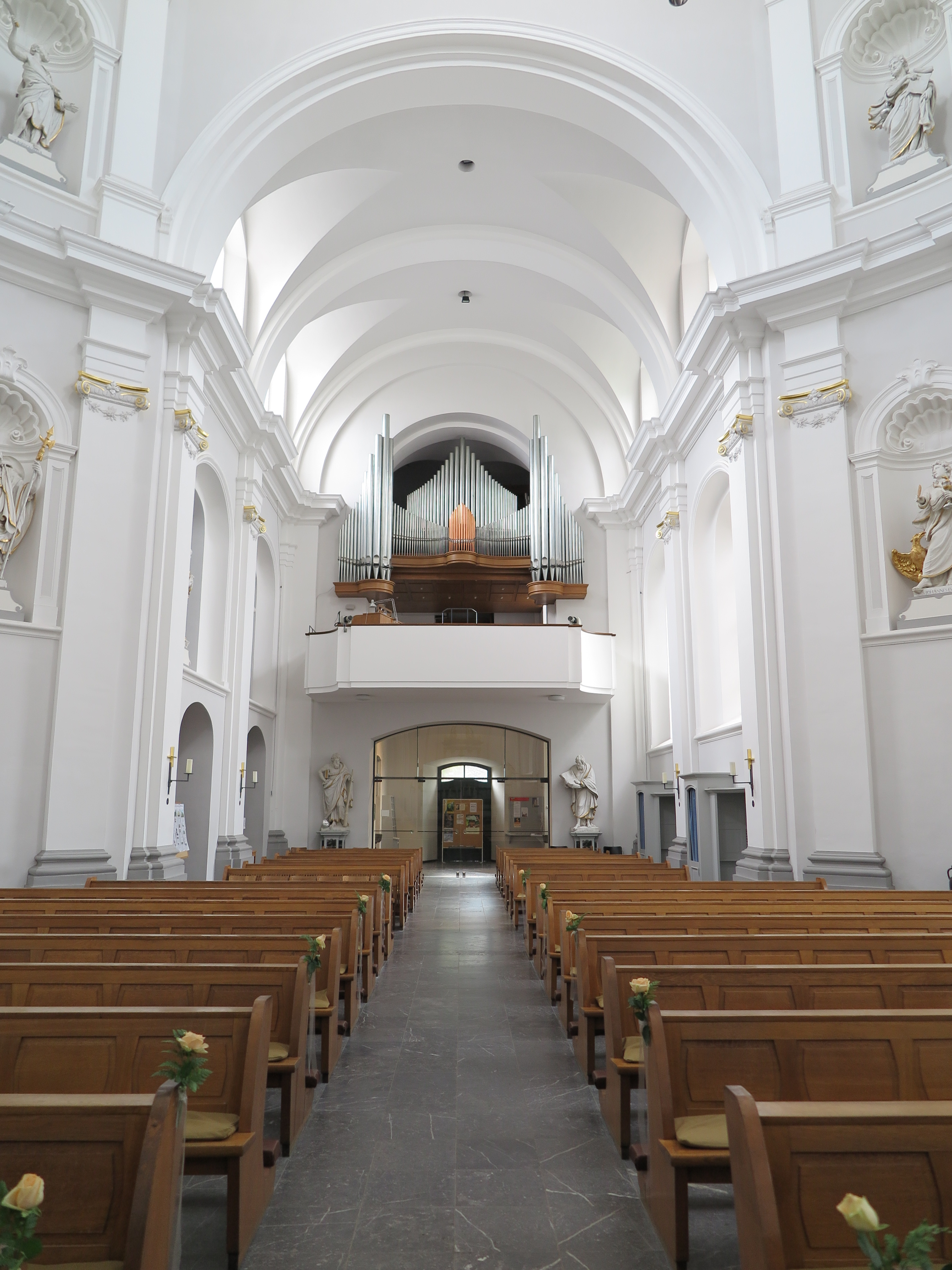
Gezicht op de orgelgalerij
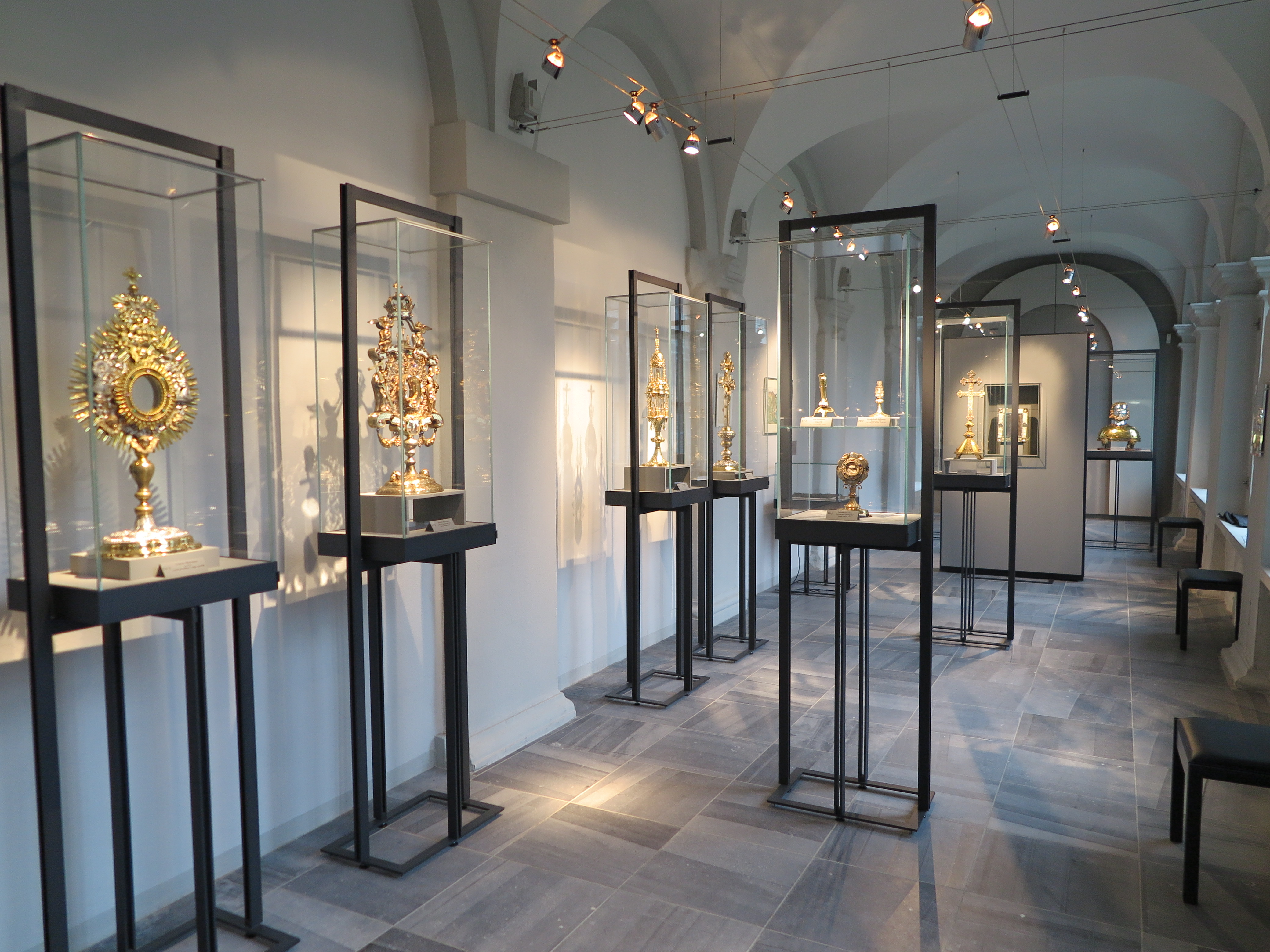
Kloostergang en schatkamer

### Schatkamer
De schatkamer van de abdij is sinds 2003 gevestigd in de gerestaureerde kruisgang. Naast enkele middeleeuwse reliekhouders, zijn hier een groot aantal kostbare kelken en monstransen te bezichtigen.

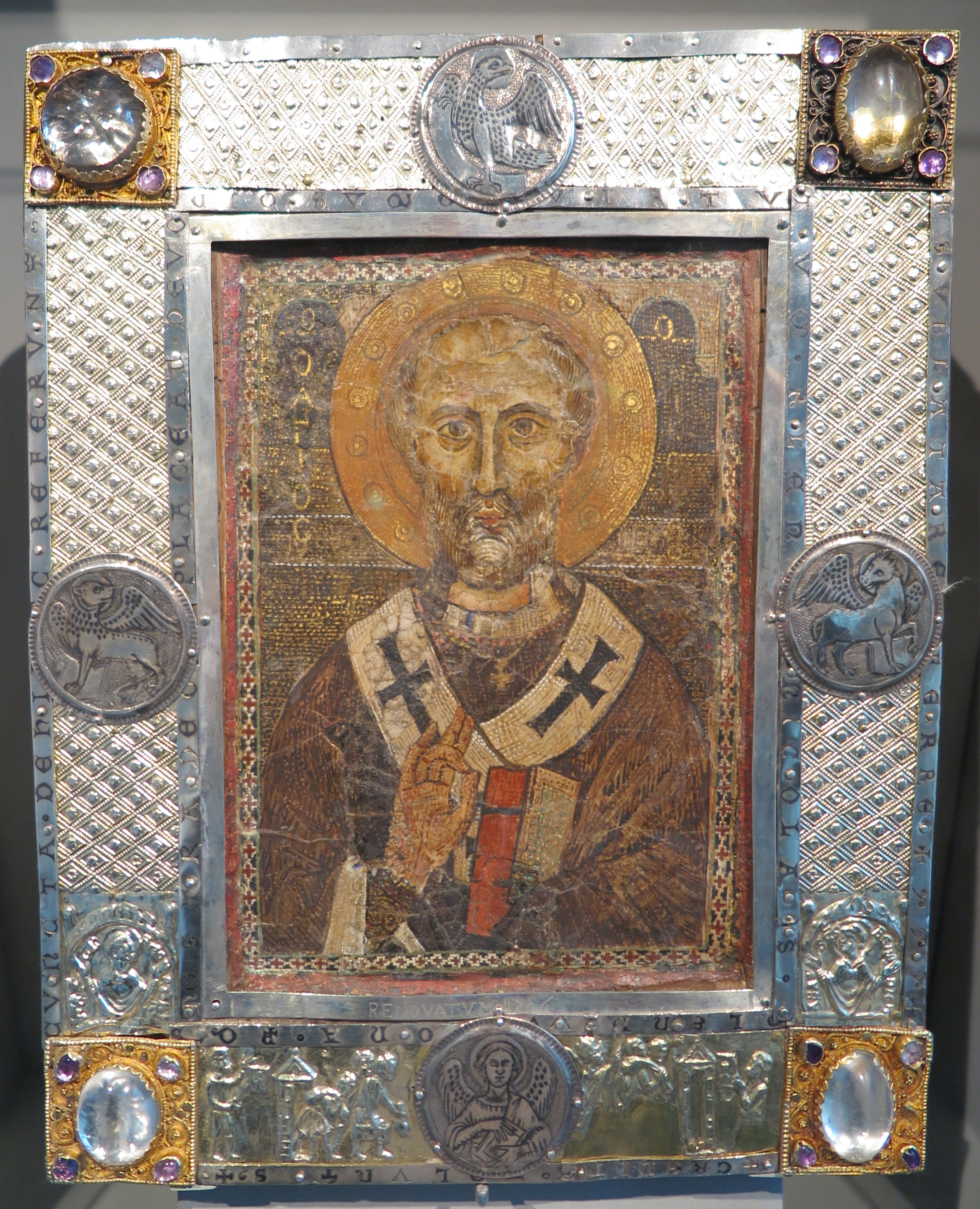
Sint-Nicolaasicoon (12e eeuw)
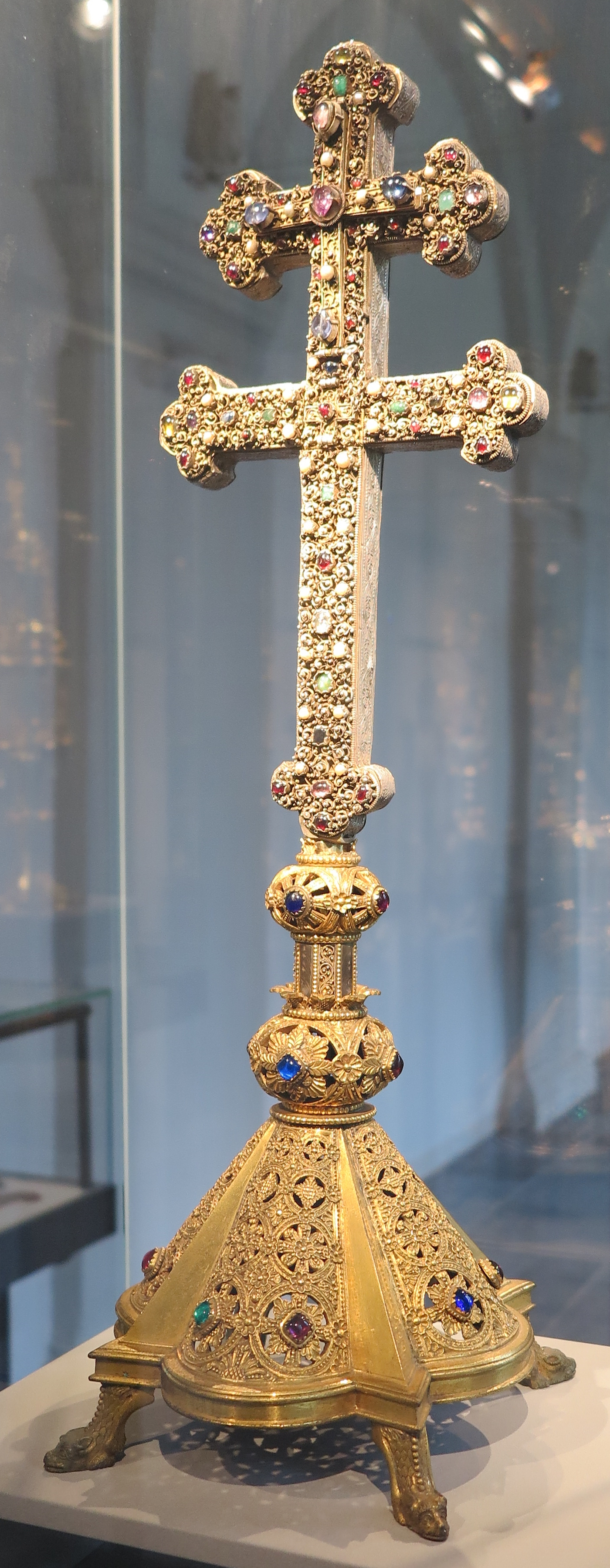
Abdissenkruis (voor 1220)
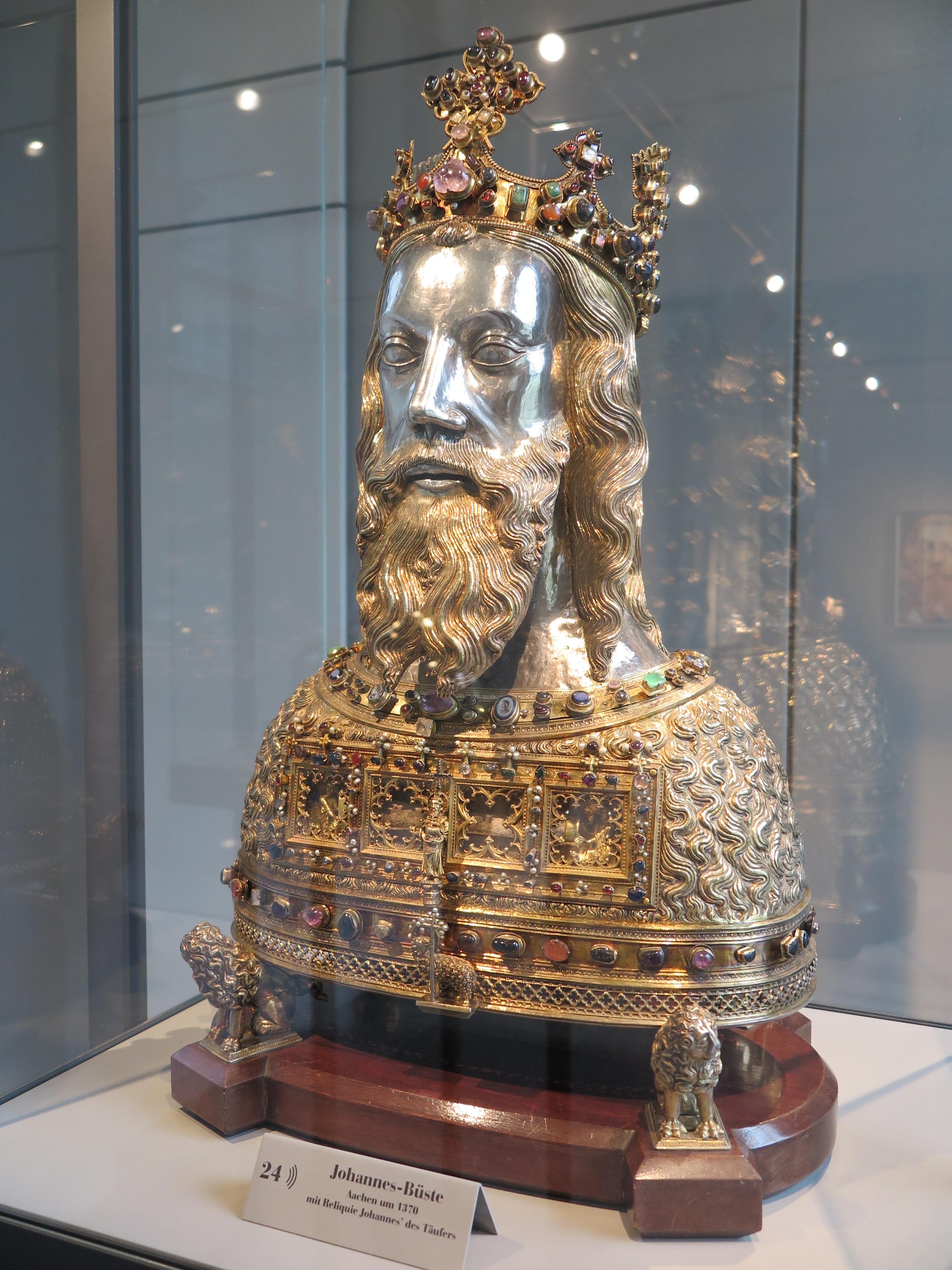
Johannes-de-Doperbuste (ca. 1370)
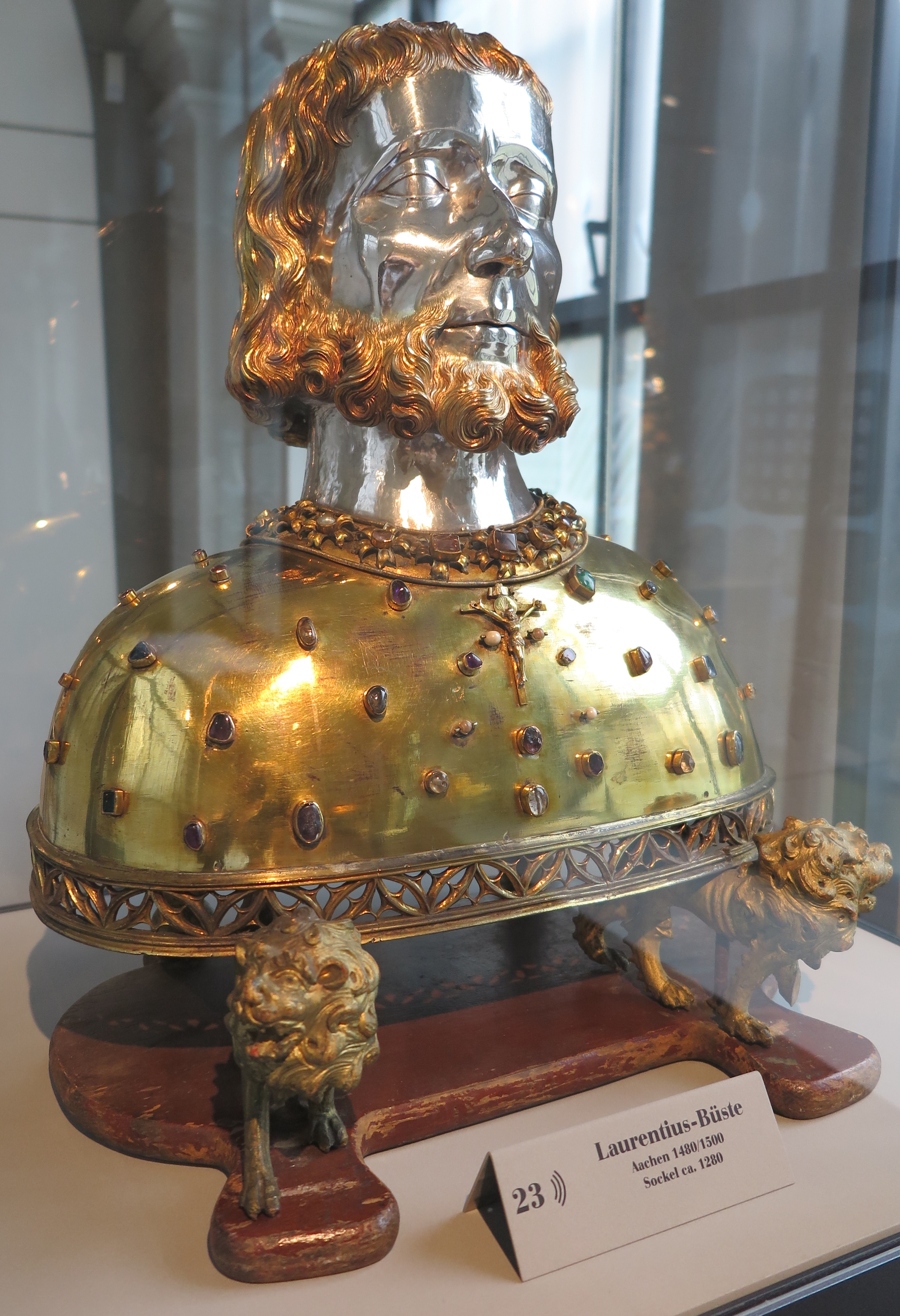
Laurentiusbuste (voet: ca. 1280; hoofd: 1480-1500)

## Voetnoten
1. ↑  Köbler, Hehrard (1988) Historisches Lexikon der Deutschen Länder: die deutschen Territorien vom Mittelalter bis zur Gegenwart (C.H. Beck München): Burtscheid (Reichsabtei, Reichsstift). Gearchiveerd op 1 december 2021.
2. ↑  Handbuch der historischen Stätten Deutschlands - Dritter Band: Nordrhein-Westfalen, blz. 123 e.v.